# Ruine Hasenburg (Grimmenstein)
Die Ruine Hasenburg  (auch Burg Grimmenstein oder Burg Diemtigen genannt) ist die Ruine einer Höhenburg in der Gemeinde Diemtigen im heutigen Verwaltungskreis Frutigen-Niedersimmental des Kantons Bern in der Schweiz. Die Burg bildete im Mittelalter das Herrschaftszentrum über das Diemtigtal.

## Geschichte
Die Hasenburg wird im Jahr 1257 erstmals erwähnt. Damals überliess Heinrich I. von Raron, der Bischof von Sitten, Graf Hartmann von Kyburg die Burg Diemtigen. In der Urkunde wird erwähnt, dass er diese Burg von den Freiherren von Strättligen erworben hatte. Jene sind wohl als Gründer der Burg und der Talherrschaft in Verbindung mit dem Landesausbau im Diemtigtal zu verstehen.
Ab 1307 sind die Freiherren von Weissenburg als Besitzer von Burg und Herrschaft Diemtigen belegt. Die Herrschaft wurde jedoch von einem Kastellan der Weissenburger ausgeübt, wie eine Urkunde von 1310 berichtet, in der Burkhard von Balm als Kastellan von Diemtigen genannt wird.
Im Zeitraum von 1328 bis 1359 treten im Raum Thun die Edelknechte Peter und Johannes von Grimmenstein auf. Ob sie Kastellane zu Grimmenstein (Diemtigen) waren und sich deshalb so nannten oder ob sie von der gleichnamigen kyburgischen Burg Grimmenstein im Oberaargau nach Thun kamen, ist nicht klar.
Unter den Freiherren von Weissenburg geriet Diemtigen in den für die Freiherren desaströsen Weissenburgerkrieg gegen die Stadt Bern. Die Burg Diemtigen nahm davon keinen überlieferten Schaden, jedoch dürfte die Herrschaft Diemtigen unter den Plünderzügen der siegreichen Berner durchs Niedersimmental gelitten haben. Nach der Kapitulation der Weissenburger 1337 stellte Bern das Geld für die im Krieg entstandenen Schulden der Freiherren zur Verfügung und erhielt 1344 unter anderem die Burg Diemtigen für 13 Jahre als Pfand. Nachdem Freiherr Johann II. von Weissenburg die Herrschaft hatte zurückgewinnen können, überliess er sie seiner Schwester Katharina, die mit Thüring I. von Brandis verheiratet war. 1353 musste letzterer die Herrschaft aufgrund hoher Schulden erneut zeitweise an Bern verpfänden.
1368 starb mit Johann II. der letzte Freiherr von Weissenburg kinderlos. Sein Neffe Thüring II. von Brandis erbt seine Besitztümer im Niedersimmental, da sein Vater ebenfalls verstorben war. Bis zu ihrem Tod lebte Katharina von Brandis in ihrem Witwensitz Diemtigen. In Folge darauf lebte Mangold von Brandis in der Burg Diemtigen, bis er 1378 bei einem Streit, in den die Stadt Bern eingriff, die Hälfte der Herrschaft an die Herren von Scharnachtal abtreten musste. Daraufhin wurde die Herrschaft von einem gemeinsamen Vogt der beiden Parteien verwaltet.
1437 verkaufte Wolfhard der Ältere von Brandis seinen Anteil an den Herrschaften Diemtigen und Wimmis für 1500 rheinische Goldgulden an Franz von Scharnachtal. Zwei Jahre später verkaufte dieser die gesamte Herrschaft an die Stadt Bern, die sie der Kastlanei Niedersimmental einverleibte. Spätestens ab 1450 war die Burg nicht mehr bewohnt, wurde dem Zerfall überlassen und als Steinbruch genutzt.

## Bau
Die Burg stand an exponierter Lage nördlich des Dorfes Diemtigen. Der Zugang erfolgte von Süden, wo ein markanter Bergfried stand. Dahinter erstreckte sich ein grosser, gegen Norden spitz zulaufender Hof mit Palas und Wirtschaftsgebäude.